# Gary K. Wolf
Gary K. Wolf (né le 24 janvier 1941,) est un auteur et humoriste américain. Il est l'auteur de Qui a censuré Roger Rabbit ? en 1981, qui a été adapté avec succès dans le long-métrage Qui veut la peau de Roger Rabbit en 1988.

## Biographie
Wolf est né le 24 janvier 1941, à Earlville dans l'Illinois. Il le fils de Ed et Hattie Wolf. Son père travaillait à salle de billard de la ville et plus tard, dans une tapisserie d'affaires, tandis que sa mère travaillait dans la cafétéria de l'école. Etant fils unique, Gary s'occuppait par la lecture de bandes dessinées et de livre de science-fiction. Wolf est diplômé du Lycée de Earlville en juin 1959.
Plus tard, il a fréquenté l'Université de l'Illinois à Urbana–Champaign, où il a obtenu un Baccalauréat en publicité et un Master en Communication. Il a servi comme Capitaine de l'Air Force avec le 5e Commando de l'Air de l'Escadron dans la Guerre du Vietnam, où il a remporté une Étoile de Bronze et de deux Médailles de l'air.
Wolf et son ami d'enfance, John J. Myers, ancien Archevêque Catholique de Newark, dans le New Jersey, il a co-écrit un roman nommé Espace Vautour, publié par TOR books cours de l'année 2008.
Wolf et son co-auteur Jehane Baptiste ont écrit une histoire nommée "La UnHardy Garçons dans l'Espace extra-atmosphérique" dans le rapport annuel d'anthologie de l'humour de la science-fiction, Amityville la Maison de Crêpes Vol 3  (ISBN 1-894-95335-5).
Wolf est connu pour sa vaste collection de carrousel de chevaux. De ce fait, Wolf a été présenté sur la couverture du 4 septembre 1976 question de la Péninsule de Vie Magazine; le magazine de la question elle-même a également présenté sa collection.
Wolf réside actuellement avec sa femme, Bonnie, et leurs chats, à Brookline, Massachusetts.

## Roger Rabbit
Wolf est surtout connu pour une série de romans policiers mettant en vedette le célèbre Roger Rabbit, un personnage de bande dessinée qui habite un univers alternatif où les toons (abréviation pour le mot dessins animés) et les humains coexistent. La série commence avec le roman Qui a censuré Roger Rabbit ? (1981),
qui est adapté au cinéma en 1988 sous le nom Qui veut la peau de Roger Rabbit puis avec Qui a B-b-b-Branché Roger Rabbit ?  en 1991 et enfin Qui a dérangé Roger Rabbit ?  en 2013.
Wolf poursuit en 2001, Walt Disney Company, en affirmant que l'objet de son action en justice est dû aux redevances basées sur la valeur de recettes brutes et de la vente de produits dérivés. En 2002, le tribunal de première instance dans l'affaire, statue que ces seuls visés réelle en espèces reçus Disney collectées et refusé de Wolf. En janvier 2004, la Cour d'Appel de Californie prends la décision de quitter la cour de première instance de l'ordre en faveur de Disney et a renvoyé l'affaire pour la suite de la procédure. En Mars 2005, à ses dires, Wolf a estimé qu'il lui était dû la somme de 7 millions de dollars. Les avocats de Disney ont non seulement contesté, mais ont aussi dit que Wolf, devait à  Disney entre  $500 000 et 1 million de dollars en raison d'une erreur de comptabilité découverte dans la préparation du procès.Wolf a remporté la décision en juillet 2005, et a reçu entre 180 000 $ et 400 000 $ de dommages-intérêts.

## Œuvres
- Killerbowl (26 septembre 1975)  (ISBN 0-385-04738-X)
- Une Génération Retiré (27 mai 1977)  (ISBN 0-385-11549-0)
- Le Resurrectionist (20 juillet 1979)  (ISBN 0-385-13141-0)
- Qui a censuré Roger Rabbit ? (1er janvier 1981)  (ISBN 0-345-30325-3)
- Qui a B-b-b-branché Roger Rabbit ?  (30 juillet 1991)  (ISBN 0-679-40094-X)
- Amityville la Maison de Crêpes Vol 3 (1er décembre 2006)  (ISBN 1-89495-335-5)
- L'espace Vautour (4 mars 2008)  (ISBN 0-765-31852-0)
- La pénombre eMag Vol 1, Numéro 10 (juillet 2012)  (ISSN 2163-4092)
- La Fin Du Grand Spectacle!  (5 octobre 2012)  (ISBN 978-1-61937-408-9)
- Journée typique (7 décembre 2012)  (ISBN 978-1-61937-456-0)
- Qui a dérangé Roger Rabbit ?  (29 novembre 2013)[12]  (ISBN 978-1-61937-605-2)